# Авакум Авакумовић
Авакум Авакумовић (Сентандреја, 1774 – Сентандреја, 9. мај 1811) био је српски песник, музичар и добротвор, угарски племић који је служио као  аустријски гранични мајор.

## Биографија
Рођен је 1774. године у Сентандреји, у српској православној породици. Његов отац Георгиј Авакумовић био је политички делатник, а мајка Софија Мартиновић. Породица је 1791. године добила угарску племићку титулу. Посетио је Београд као дечак, за време док се налазио под турском влашћу.
Флауту је почео да свира са 12 година. Писао је љубавне и родољубиве песме. Иако је најпре желео да се посвети свештеничком позиву, постао је граничар када му је било 16 година. Борио се у Наполеоновим ратовима, као војник у Италији и Немачкој. Рањаван је 11 пута, због чега је унапређен у чин мајора и одмах демобилисан 1810. године.
Конструисао је инструмент који се назива авакумица, али је нажалост заборављен. Готлиб Хилер му је посветио песму "An den Genius von Avakumovics Flöte".
За своје пријатеље је приређивао концерте. Јаков Игњатовић га је описао као изузетног песника и: „уметника на флаути и хегедама.”
Умро је од упале плућа, 9. маја 1811. године у Сентандреји. Сахрањен је у близини неке од српских цркава у овом граду. На његовој родној кући је четрдесетих година 20. века постављена спомен-плоча.